# Conostigmus timberlakei
Conostigmus timberlakei är en stekelart som beskrevs av Kamal 1926. Conostigmus timberlakei ingår i släktet Conostigmus och familjen trefåresteklar. Inga underarter finns listade i Catalogue of Life.